# 창녕 청련사 영산회후불탱
창녕 청련사 영산회후불탱(昌寧 靑蓮寺 靈山會後佛幀)은 대한민국 경상남도 창녕군 계성면 사리, 청련사에 있는 불화이다. 2008년 1월 10일 경상남도의 유형문화재 제464호로 지정되었다.

## 개요
이 불화는 1863년에 조성된 작품으로 비단바탕에 채색하였으며 일부 안료가 박락된 부분이 보이나 비교적 보존상태는 양호하다. 전체적인 구도는 군집구도와 좌우대칭을 이루고 있으며 전형 적인 조선후기 불화의 전통을 따르고 있는 작품이다.

## 참고 문헌
- 창녕 청련사 영산회후불탱 - 국가유산청 국가유산포털